# Осипов Дмитро Миколайович
Дмитро Миколайович Осипов (нар. 25 липня 1981, Клайпеда, Литовська РСР, СРСР) — військовослужбовець, офіцер Збройних Сил України, учасник бойових дій, адвокат, політичний та громадський діяч Запорізького краю, Україна.

## Біографія
Дмитро Миколайович Осипов народився 25 липня 1981 року в місті Клайпеда, Литовська РСР, СРСР у сім'ї звичайних робітників — мати все життя присвятила культурі, а батько був водієм. Дитинство та юність провів у місті Суми, Сумської області, Україна.

### Освіта
Закінчив Сумську загальноосвітню школу І—ІІІ ступенів № 27.
У період з 1998 по 2002 рік навчався у Військовому інституті ракетних військ і артилерії імені Богдана Хмельницького Сумського державного університету, де отримав вищу освіту за напрямом підготовки «Бойове застосування та управління діями підрозділів (частин, з'єднань) Сухопутних військ». Здобув кваліфікацію бакалавра військових наук, офіцера військового управління тактичного рівня.
У 2000—2003 роках навчався в Сумському державному педагогічному університеті імені А. С. Макаренка за спеціальністю «Олімпійський та професійний спорт», здобув кваліфікацію викладача фізичного виховання, тренера з виду спорту (бокс). Має звання майстера спорту України.
З 2004 року по 2007 рік навчався у Запорізькому національному технічному університеті за спеціальністю «Правознавство» та здобув кваліфікацію юриста. Має право займатися адвокатською діяльністю.
Маючи на меті в подальшому брати участь у політичному житті свого міста та України, у період з 2015 року по 2018 рік навчання в Дніпропетровському регіональному інституті державного управління Національної академії державного управління при Президентові України за спціальністю «Державне управління», де здобув освітній рівень магістра.
З 2016 року навчався в аспірантурі у Дніпропетровському регіональному інституті державного управління Національної академії державного управління при Президентові України та у 2021 році успішно захистив дисертацію на здобуття наукового ступеня доктора філософії (Phd) у галузі знань 28 «Публічне управління та адміністрування» за спеціальністю 281 «Публічне управління та адміністрування».
Не припинив навчатись та самоудосконалюватись як військовослужбовець і у 2018—2020 роках здобував освітній рівень магістра в Національному університеті оборони України імені Івана Черняховського за спеціальністю «Військове управління (за видами збройних сил)», офіцер військового управління оперативно-тактичного рівня.

### Професійна діяльність
З 1998 року по 2003 рік Д. Осипов проходив службу у Збройних силах України на посаді командира взводу управління артилерійської бригади.
У період з 2004 по 2008 рік працював керівником служби безпеки ВАТ «Торговий Дім «ПІВДЕННИЙ».
Був викладачем кафедри правознавства в Запорізькому національному технічному університеті у 2009—2010 роках.
З 2008 по 2014 рік одночасно обіймав посаду директора Приватного підприємства «Южтранс експорт» та генерального директора Приватного підприємства «Юридичний Центр Діос»
У 2014 році, після початку антитерористичної операції на сході України, Д. Осипов знов повернувся на службу до лав Збройних Сил України на посаді заступника командира гарматного арилерійського дивізиону. У 2015 році був переведений на посаду командира гарматного арилерійського дивізиону Збройних Сил України. Відповідно до Указу Президента України 480/14 та згідно з Наказом Міністра оборони України № 551 від 27.07.2015 року Д. Осипову було достроково присвоєно військове звання підполковника. У цьму ж році набув статус учасника бойових дій. У період з 2016 по 2018 рік проходив військову службу на посаді командира дивізиону артилерійської розвідки Збройних сил України, в/ч пп В3500.
Навчаючись у Національному університеті оборони України імені Івана Черняховського, у 2019 році був переведений на заочну форму навчання. Починаючи з 2019 року та по теперішній час Д. Осипов проходить військову службу в Оперативному командуванні «Південь» Сухопутних військ Збройних сил України та являється начальником відділу підготовки управління ракетних військ артилерії. У 2020 році йому було присвоєно військове звання полковника.

### Громадська та політична діяльність
З 2005 року і до сьогодні є засновником та керівником Громадської організації "Запорізька обласна асоціація соціальної підтримки і захисту співробітників спецслужб України «Співдружність».
Восени 2020 року Д. Осипов брав участь у місцевих виборах як кандидат на посаду Голови міста Запоріжжя шляхом самовисування.

### Сім'я
В розлученні.

## Відзнаки та нагороди
- відзнака Міністра МНС України «За відвагу в надзвичайній ситуації» 2 ступеня (2007)
- медаль від Патріарха Київської і всієї Русі-України «За жертовність і любов до України» (2015)
- відзнака Міністра оборони України «Знак Пошани» (2015)
- відзнака Президента України «За участь в антитерористичній операції»
- відзнака Начальника Генерального Штабу — нагрудний знак «Учасник АТО»
- відзнака Міністерства оборони України — Медаль «10 років сумлінної служби»
- медаль «За розвиток Запорізького краю» (2016)
- медаль «За особистий внесок у розвиток міста Запоріжжя» (2016)
- відзнака годинник наручний від Начальника Генерального Штабу — Головнокомандувача Збройних Сил України (2018)
- почесний нагрудний знак «Слава і Честь» (2019)
- відзнака голови Миколаївської обласної ради — «Хрест Святого Миколая» (2019)
- почесна відзнака голови Миколаївської обласної державної адміністрації — «Святий Миколай Чудотворець» 3 ступеня (2019)
- відзнака РНБО України 3 ступеня (2020)
- Грамота Верховної Ради України «За заслуги перед Українським народом» (2021)